# Hypagyrtis esther
Hypagyrtis esther, conocida (en inglés) como "polilla de esther", es una especie de polilla perteneciente a la familia Geometridae. La especie fue descrita por primera vez por William Barnes en 1928. La polilla se distribuye con endemismo en el este de Estados Unidos.
Tiene gran parecido con Hypagyrtis unipunctata y Hypagyrtis piniata.

## Descripción
Es una polilla mediana con una envergadura de 25 a 45 milímetros (1 a 1,8 plg). Se distingue por su color de fondo marrón violáceo oscuro uniforme hasta la línea subterminal, seguido de un tono marrón óxido en la zona subterminal. La mancha pálida subterminal, típica del género, suele ser única y ovalada. No hay indicios de dimorfismo sexual en cuanto a coloración y marcas. Los machos son más pequeños y tienen alas proporcionalmente más cortas, y se reconocen fácilmente por sus antenas pectinadas. Los márgenes de las alas en las hembras son más festoneados.

## Ciclo de vida
Es una especie bivoltina con orugas adultas visibles desde marzo. Los adultos vuelan de mayo a octubre. En Ohio vuelan de julio a agosto.
Las orugas son estenófagas, se alimentan de las hojas de especies del género Pinus.

## Taxonomía
Es una polilla de taxonomía dudosa en base a la coloración, la morfologia genital y otros sistemas de clasificación clásicos. La especie H. esther es una especie de América del Norte con preferencia por la coníferas presentes en zonas áridas y comunidades costera donde los pinos son la principal planta alimenticia. Su variante hacia el norte de Estados Unidos y Canadá es la Hypagyrtis piniata.

## Distribución
H. esther se encuentra distribuido en Estados Unidos con registros detallados desde Massachusetts  al norte hasta Florida en el extremo sur. Al oeste se ha descrito desde el sureste de Misuri y a lo largo de la costa del golfo de Estados Unidos hasta Texas. Hacia el extremo noroeste hasta los bosques de pinos del estado de Wisconsin.

## Conservación
En la mayoría de los estados donde se ha estudiado la especie no existe un estado de conservación definido. En el estado de Maryland se ha declarado sin riesgo mientras que en el estado de Nueva York se encuentra en estado vulnerable.